# Pomnik Wilhelma de Courbière’a w Grudziądzu
Pomnik Wilhelma de Courbière’a w Grudziądzu – dzieło Karla Friedricha Schinkla z 1815, niezachowany.

## Pierwszy Pomnik (1815)
Gen. Wilhelm de Courbière, dowódca pomyślnej obrony pruskiej Twierdzy Grudziądz przed wojskami napoleońskimi w 1807 otrzymał w nagrodę stopień feldmarszałka i godność gubernatora prowincji Prusy Zachodnie. Po śmierci 23 lipca 1811 spoczął wraz z żoną w skromnej mogile na wschodnim szańcu cytadeli, zaś po stabilizacji sytuacji politycznej w 1815 król Fryderyk Wilhelm III polecił ustawić na placu ćwiczeń pomnik ku jego czci. Monument zaprojektował najwybitniejszy architekt niemiecki tego czasu Karl Friedrich Schinkel już w 1811 lub 1812 r. Klasycystyczna forma przestrzenna została odlana z żeliwa w Berlinie. Forma naśladowała starożytny tropaion (trofeum) – pomnik zwycięstwa. Na kamiennym cokole na podstawie z moździerzy artyleryjskich i nad orłami podtrzymującymi pamiątkową inskrypcję, umieszczono płonące granaty. Nad nimi ustawiono zwinięte sztandary, tworzące ażurowy kształt obelisku. Strukturę wieńczył wieniec laurowy i pruski orzeł. Z czasem w pobliżu zorganizowano muzeum feldmarszałka, a w 1893 r. cytadelę nazwano jego imieniem. Pomnik, doskonale wpisany w otoczenie, stał się popularnym znakiem pruskiego Grudziądza. Według jednej z wersji tego projektu w 1816 r. wykonano pomnik poległych w Berlinie Spandau. 

## Drugi Pomnik (1907)
Ponieważ pomnik z 1815 r. znajdował się na zamkniętym terenie wojskowym, w stulecie obrony Grudziądza w 1907 r. na szańcu w okolicach kościoła garnizonowego (53°30′13,5″N 18°45′42,5″E/53,503750 18,761806) ustawiono drugi, kamienny obelisk ku czci marszałka, z jego podobizną, figurą żołnierza i nazwiskami kilkuset obrońców twierdzy poległych podczas oblężenia. Elementy rzeźbiarskie wykonał Joseph Tibor. Oba pomniki zostały usunięte po powrocie Grudziądza do Polski w 1920 r., pamiątki po Wilhelmie de Courbière przekazano do Muzeum Miejskiego, a rzeźbę żołnierza z brązu przeniesiono do Bytowa.